# Observatório de Calar Alto
O Observatório de Calar Alto é um observatório astronômico hispano-alemão. Ele está localizado no Calar Alto, um platô de 2168 metros na Serra de Los Filabres (Almeria, Espanha). Seu nome oficial em espanhol é Centro Astronómico Hispano-Alemán (CAHA) ou, em alemão, Deutsch-Spanisches Astronomisches Zentrum (DSAZ), ele foi fundada em 1973 na sequência de um acordo entre os governos alemão e espanhol. Até 2005 o observatório pertencia exclusivamente ao Max-Planck-Institut für Astronomie e disponibilizava apenas 10% do tempo de observação para os astrônomos espanhóis. No entanto, em 2005 foi assinado um novo acordo pelo qual o observatório é operado em conjunto pelo Instituto de Astrofísica da Andaluzia em Granada e pelo Max-Planck-Institut für Astronomie em Heidelberg, à taxa de 50% cada.

## Telescópios
O observatório tem três telescópios: 1,23 m , 3,5 m e 2,2 m.
Ele também tem um telescópio de 1,52 m, mas é operado pelo Observatório Astronômico Nacional da Espanha e um telescópio robótico operado pelo Centro de Astrobiologia (CAB).
O telescópio de 3,5 m é o maior telescópio na Europa continental: tem uma montagem equatorial.
| Telescópios no Observatório de Calar Alto | Telescópios no Observatório de Calar Alto | Telescópios no Observatório de Calar Alto | Telescópios no Observatório de Calar Alto |
| Telescópio                                | Montagem                                  | Sistema óptico                            | Razão focal N                             |
| ----------------------------------------- | ----------------------------------------- | ----------------------------------------- | ----------------------------------------- |
| Refletor 1.2 m                            | Montagem alemã                            | Ritchey-Chrétien                          |                                           |
| Refletor 1.2 m                            | Montagem alemã                            | modificado                                | 8.0                                       |
| Refletor 1.2 m                            | Montagem alemã                            | com correção de duas lentes               | 8.0                                       |
| Refletor 2.2 m                            | Horquilla                                 | Ritchey-Chretién                          | 8.0                                       |
| Refletor 2.2 m                            | Horquilla                                 | com correção de duas lentes               | 8.0                                       |
| Refletor 2.2 m                            | Horquilla                                 | Coudé                                     | 40                                        |
| Refletor 3.5 m                            | Herradura-marco                           | Foco primario                             |                                           |
| Refletor 3.5 m                            | Herradura-marco                           | com corretor de duas lentes               | 3.5                                       |
| Refletor 3.5 m                            | Herradura-marco                           | com corretor de três lentes               | 3.9                                       |
| Refletor 3.5 m                            | Herradura-marco                           | Ritchey-Chretién                          | 10                                        |
| Refletor 3.5 m                            | Herradura-marco                           | Coudé                                     | 35                                        |
| Schmidt de 0.8/1.2 m                      | Horquilla                                 | Foco primário                             | 3.0                                       |
| Refletor de 1,52 m                        | Equatorial Inglês                         | Ritchey-Chrétien                          | 8.06                                      |

## História
O local de instalação foi proposta pela primeira vez em 1970, e inaugurado oficialmente em julho de 1975 com o início da construção do telescópio de 1,2 metros (47 polegadas) desenvolvido pela cooperação alemã e espanhola em astronomia. Posteriormente mais quatro telescópios foram instalados.
O telescópio Schmidt foi transferido para Calar Alto, em 1976, a partir do Observatório de Bergedorf, onde estava desde 1954.

## Marcos na pesquisa
- Em 1994 o observatório captou as primeiras imagens da colisão do cometa Shoemaker-Levy 9 com o planeta Júpiter, com uma câmera infravermelha através de um telescópio de 3,5 metros.
- O observatório descobriu nos anos oitenta jatos de gás altamente concentrados ejetados por estrelas jovens a uma velocidade de centenas de quilômetros por segundo . Hoje, esses jatos de gás ainda estão sendo pesquisados.
- Os cientistas observaram atualmente em Calar Alto o cometa 9P/Tempel 1, na missão Deep Impact da NASA; envolvido na detecção de anã marrom; e estudar as explosões de raios gama, supernovas e os planetas extrassolares, entre outras tarefas de pesquisa.
- Estuda as primeiras anãs marrons isoladas, localizadas nas Plêiades.